# Godziszowa
Godziszowa (niem. Reppersdorf)  – wieś w Polsce położona w województwie dolnośląskim, w powiecie jaworskim, w gminie Mściwojów.

## Podział administracyjny
W latach 1954–1972 wieś należała i była siedzibą władz gromady Godziszowa. W latach 1975–1998 miejscowość administracyjnie należała do województwa legnickiego.

## Zabytki
Do wojewódzkiego rejestru zabytków wpisany jest obiekt:
- kościół filialny pw. św. Szczepana, z XV/XVI w., przebudowany w XVIII w.
- cmentarz przy kościele
- park, z pierwszej połowy XIX w.